# Ihor Platonov
Ihor Volodymyrovyč Platonov (Odessa, 18 gennaio 1934 – Kiev, 13 novembre 1994) è stato uno scacchista ucraino.
Laureato in ingegneria, partecipò al suo primo torneo di una certa importanza solo a 24 anni, quando si classificò 8º-9º con 6,5/13 nel campionato di Kiev del 1958. Nello stesso anno partecipò al Campionato ucraino, classificandosi all'11º posto (vinse Juchym Heller). In seguito partecipò a molti tornei di alto livello, tra cui cinque finali del Campionato sovietico.
Nel 1972 conseguì il titolo di Grande maestro dell'Unione Sovietica (Гроссмейстер СССР). Si ritirò dalle competizioni nel 1984, dedicandosi all'attività di istruttore. Nel novembre del 1994 trovò due ladri nel suo appartamento di Kiev, che dopo una colluttazione lo uccisero.

## Principali risultati
- 1963 :  pari primo con Efrim Lazarev nel campionato di Kiev;
- 1964 :  terzo-quarto con Boleslavs'kyj nel campionato Trade Unions di Mosca, dietro a Petrosyan e Paluhaeŭski;[2]
- 1967 :  terzo-quinto con Vasjukov e Tajmanov nel campionato sovietico di Charkiv, vinto alla pari da Tal' e Polugaevskij;[3]
- 1969 :  7º-9º su 23 giocatori nel 37º campionato URSS di Mosca, vinto alla pari da Polugaevskij e Petrosyan;[4]
- 1969 :  secondo a Kiev, a mezzo punto da Leonid Štejn, nella semifinale del 37º campionato sovietico;[5]
- 1971 :  primo-terzo a Novosibirsk con Jurij Nikolajevs'kyj e Mark Cejtlin nella semifinale del 39º campionato sovietico;[6]
- 1971 :  12º-13º nel campionato URSS di Leningrado, vinto da Volodymyr Savon;
- 1972 :  secondo dietro a Anatolij Lejn nel Capablanca Memorial di Cienfuegos a Cuba;